# ACAD10
ACAD10‏ (Acyl-CoA dehydrogenase family member 10) هوَ بروتين يُشَفر بواسطة جين ACAD10 في الإنسان.